# Bryan Mudryk
Bryan Mudryk (Athabasca, 13 luglio 1979) è un giornalista e conduttore televisivo canadese.

## Biografia
Nato ad Athabasca, ma cresciuto nella vicina Boyle, è laureato in arti radio-televisive al Northern Alberta Institute of Technology di Edmonton; ha cominciato la sua attività di commentatore sportivo molto giovane, nel 1998 alla CKSA TV and Radio di Lloydminster, dov'è rimasto fino al 1999.
Mudryk è poi passato ad A-Channel (1999-2001) ed a CTV Edmonton (2001-2005), prima di approdare a The Sports Network nel 2005. Qui conduce le edizioni del fine settimana di SportsCentre, assieme a Kate Beirness, oltre a far parte del pool di commentatori del curling (ha seguito questo sport anche in occasione delle Olimpiadi di Vancouver 2010)

## La lotta contro il cancro
Guarito da un linfoma di Hodgkin diagnosticatogli nel 1998, si è molto speso per la raccolta fondi per la ricerca, in particolare attraverso il Bryan Mudryck Golf Classic, che raccoglie fondi per il The Cross Cancer Institute.